# 南海仲裁案
南海仲裁案，指菲律賓共和國以中華人民共和國在南中國海（菲律賓称西菲律賓海）中菲争议海域基于“九段线”的海洋权益主張及中方的海洋执法和岛礁开发活动已違反《聯合國海洋法公約》（UNCLOS）为由向国际海洋法法庭提出，再由时任国际海洋法法庭庭长柳井俊二與菲律賓根据《联合国海洋法公约》附件七任命仲裁人並委請常设仲裁法院提供场地和秘书服务的临时仲裁庭对中华人民共和国提起的仲裁案。
2013年2月19日，中国正式拒绝参与仲裁案，称中国于2006年根据公约第298条作出的声明排除了该公约规定的争端处理机制在海域划界等问题上对中国的适用，并认为「此案所涉争端实质上是超出公约调整范围的领土主权和海域划界问题，故仲裁庭对此案无管辖权」。2014年12月7日，中国发表立场文件阐释在南海仲裁案管辖权问题上的立场。
2015年7月7日，仲裁庭舉行首次聽證會；而中華人民共和國外交部同時發表聲明，不承認仲裁庭對此案的司法管轄權，也拒絕菲律賓任何形式有關此案的和解提議。10月29日，仲裁庭正式裁定對此案菲律賓提出的7项诉求拥有管辖权，并将对菲律賓其他诉求的管辖权裁定留待审理时作出。
2016年7月12日，在中国缺席的情況下，仲裁庭公布仲裁结果，支持菲律宾在此案相关问题上的几乎全部诉求。仲裁庭5名仲裁员一致裁定，在《聯合國海洋法公約》下中国对南海自然资源不享有基于“九段线”的历史性权利。仲裁庭还認定中国在南海的填海造陆覆蓋了魚礁，“给环境造成了不可挽回的损失”，并要求中国停止在南海的活动。中國大陸的法學與相關海洋學研究則是給予批駁，中國自然資源部發布報告並指控，也說菲律賓方面汙染珊瑚礁等漁業資源，爭議仍在持續中。

## 背景
第二次世界大戰期间，日本为推行南进战略，于1939年武装占领南沙群岛，并命名为“新南列岛”。日本投降后，簽署了《舊金山和約》，放棄其在南沙群島的一切權利與主張。1946年7月，中華民国政府以太平舰（护卫驱逐舰）为旗舰，率领“中业”（大型登陆舰），“永兴”（扫雷舰），“中建”（大型驱逐舰）等舰前往南海收复南沙和西沙两群岛，并以军舰名称命名太平岛、中业岛、永兴岛、中建岛等岛屿。1949年中华人民共和国成立后，其政府亦主張其擁有對該區域的主權，而在台湾的中華民國政府與北京所持的主張相同，并实际控制太平岛。
1956年，美軍雷納德上將寫信給當年的民國副總統陳誠，一開始就說西、南沙群島不重要也沒價值，接著又說菲律賓對南沙有需求，越南對西沙有需求，希望中華民國能放棄主權，不過陳誠不從。
1956年，菲律賓人托馬斯·克洛馬與其追隨者佔領該區多個島嶼，成立了自由地公国，菲律賓政府曾予以贊成，該國現在被菲律賓劃為卡拉延市。馬尼拉基於其地理位置鄰近南沙群島，因而主張擁有該區域的主權。越南政府則引用歷史文獻，認為越南自17世紀擁有該區域的主權，該國在當時便已佔據了西邊的島嶼。北越政府曾在1974年以前承认中华人民共和国对“九段线”的主张和南海诸岛的主权，但越南统一后态度发生变化，主张对西沙群岛、南沙群岛拥有主权。1970年代，馬來西亞也加入了争议，聲稱擁有鄰近該國數個島嶼的主權；而汶萊也通過擴展其专属经济区，聲稱擁有南通礁。
2002年11月4日，中華人民共和國和東盟10國（10+1）簽署《南海各方行為宣言》，并承諾“保持自我克制，不採取使爭議復雜化、擴大化和影響和平與穩定的行動”，包括“不在現無人居住的島、礁、灘、沙或其它自然構造上採取居住的行動，並以建設性的方式處理它們的分歧”，有關各方願通過各方同意的模式，就有關問題繼續進行磋商和對話。
2012年黄岩岛主权问题激化，菲律賓於9月12日正式將南中国海命名為「西菲律賓海」。

### 中国对仲裁程序的排除性声明
2006年8月25日，中国根据《联合国海洋法公约》第298条的规定向联合国秘书长提交声明。该声明称，关于《联合国海洋法公约》第298条第1款（a）、（b）和（c）项所述的任何争端（即涉及海域划界、历史性海湾或所有权、军事和执法活动以及安理会执行《联合国宪章》所赋予的职务等争端），中华人民共和国政府不接受《联合国海洋法公约》第十五部分第二节规定的任何程序。

### 临时仲裁庭的组成及管辖权、公信力争议
2015年10月29日，仲裁庭稱其有權審理本案，理由為中華人民共和國與菲律賓都是《聯合國海洋法公約》的締約國，而本案為兩國對於此公約的解釋與適用產生了糾紛，因此駁回了中方認定「超出司法管轄權限」的陳述，並將進行裁定。
仲裁庭根据《联合国海洋法公约》争端强制仲裁机制组成，不同于《聯合國憲章》第十四章寫明有司法管轄權的國際法院，不需要原被告双方同意，仲裁團的組成及仲裁程序以第十五部份第二節訂明的附件七進行，因此即使中華人民共和國拒絕仲裁，也不影響仲裁的进行。
2016年7月13日，聯合國官方微博澄清，该组织与此案仲裁庭沒有關係。因本案仲裁庭不属于國際法院或其他联合国系统司法机构，其裁决並不能依照《聯合國憲章》第十四章关于国际法院的规定提交联合国安全理事會申请强制执行。

## 仲裁过程

### 准备阶段
2015年7月7日仲裁听证会开始，菲律宾要求仲裁庭判定中国的主张无效。印度尼西亚、日本、马来西亚、泰国、和越南也派出观察员出席听证会。rappler.com认为此次仲裁可与尼加拉瓜诉美国案相比，因为二者都是发展中国家向联合国安全理事会常任理事国提出的仲裁，当时尼加拉瓜诉美国案是尼加拉瓜向国际法院提起的对美国的起诉。
2013年1月22日，菲律宾通知中国仲裁意向并向中国发出诉求陈述。2013年2月19日，中国退回菲律宾的通知。2013年7月11日，海牙仲裁庭第一次会议。2013年7月31日，菲律宾就仲裁规程草案发表意见。2013年8月1日，中国告知仲裁庭不接受菲律宾提出的仲裁。2013年8月27日，仲裁庭在常设仲裁法院召开新闻发布会发布第一版仲裁规程。2014年3月30日，菲律宾提交备忘录。2014年5月14日到15日，海牙仲裁庭第二次会议。
2014年5月21日，中国就仲裁规程第二版草案发表意见，称其不接受菲律宾提出的仲裁。2014年5月29日，菲律宾就仲裁规程第二版草案发表意见。2014年6月2日，仲裁庭在常设仲裁法院召开新闻发布会发布第二版仲裁规程。
2014年12月7日，中國發表《中華人民共和國政府關於菲律賓共和國所提南海仲裁案管轄權問題的立場文件》，声明中国方面不接受菲律宾及仲裁庭提出的仲裁。2014年12月15日，中国尚未发布相应的备忘录。2014年12月17日，仲裁庭在常设仲裁法院召开新闻发布会发布第三版仲裁规程。
2015年3月16日，菲律宾向仲裁庭提交补充书面材料。2015年4月20日到21日，海牙仲裁庭第三次会议。2015年4月22日，仲裁庭在常设仲裁法院召开新闻发布会发布第四版仲裁规程。2015年7月7日到13日，仲裁庭在海牙召开听证会。
2015年10月29日，仲裁庭做出管辖权裁定，表示对菲律宾提出的15项诉求中的7项拥有管辖权，包括黄岩岛是不是岛，美济礁是否算作低潮高地，并将对菲律宾其他诉求的管辖权裁定留待审理时作出。仲裁庭将菲律宾其余7项对中国非法行为的指控留待下次审理。仲裁庭还让菲律宾明确最后一项诉求“中国应当停止其非法声索和行动”的范围。仲裁庭将审理时间定于11月24日到30日。
2015年11月24日到30日，仲裁庭要求菲律賓對太平島地位作出解釋，菲律賓宣稱太平島是岩礁而非島嶼。
2016年6月30日，第16屆菲律賓總統大選結果出爐，由羅德里戈·杜特蒂當選。
2016年7月12日，仲裁庭在中国拒絕出席的情況下，作出裁定，認為在《联合国海洋法公约》下中国对南海自然资源不享有基于“九段线”的历史性权利，并要求中国政府“遵守国际法”。

### 仲裁結果
2016年7月12日北京時間下午5時，仲裁庭通过常设仲裁法院公佈仲裁結果。仲裁庭認定，中國對九段線範圍內的資源擁有「歷史性權利」的主张，並無法律基礎，違反了《聯合國海洋法公約》。此外，仲裁庭亦裁定中方在禮樂灘採集資源侵犯了菲律賓的主權，中方對南沙群島的珊瑚礁生態系統構成永久而不可挽回的傷害，而中方漁民在南海採取嚴重破壞珊瑚礁生態的方式，大規模撈捕瀕危的海龜、珊瑚等，中方皆明知却沒有履行停止這類行為的責任，仲裁庭也認定包括由中華民國实际控制的、南沙群島自然面积最大的太平島在内的所有南沙群岛的海上地物最多只是礁而非島，亦即其自然条件不足以支撑及维持常住人口，最多只能产生领海、不能产生專屬經濟區，天然状态下的黄岩岛、美济礁、仁爱礁和渚碧礁只是低潮高地，不能产生领海、专属经济区或界定大陆架，中国大陆在低潮高地建造人工岛的行为被认为侵犯了菲律宾的主权权利。

## 各方反应

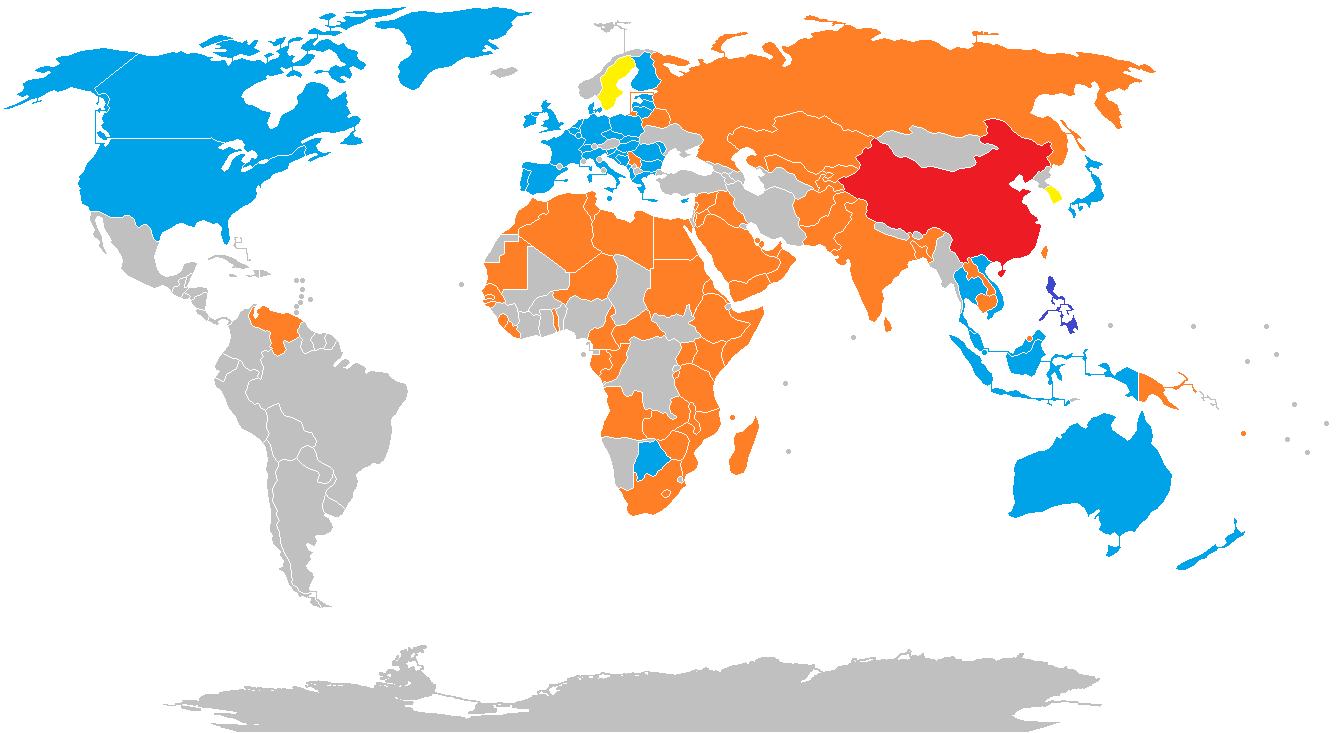
此图标示各方对于菲律宾诉中国案（南海仲裁案）的立场。
中华人民共和国
支持对话解决南海问题或反对仲裁
保持中立或立场有争议
支持仲裁庭判决
菲律宾共和国
未表态

### 支持仲裁
1. 阿尔巴尼亚[52]
2. [53][54]
3. [55]
4. 加拿大[56]
5. 捷克[57]
6. 法國[58]
7. 德国[59][60]
8. 印度尼西亞[54]
9. 義大利[61]
10. 日本[62][54]
11. 列支敦斯登[52]
12. 马来西亚[54]
13. 摩尔多瓦[52]
14. 蒙特內哥羅[52]
15. 新西兰[63]
16. 新加坡[54]
17. 西班牙[64]
18. 泰國[54]
19. 英国[65][66]
20. 美国[67]
21. 越南[54]
22. 印度[68][69][70]

### 支持通过双边谈判处理争议
1. 安哥拉[71][72]
2. 阿富汗[73]
3. 阿尔及利亚[74]
4. [75]
5. 白俄羅斯[76]
6. [77]
7. [78][79]
8. [80]
9. 柬埔寨[81][82][83][84]
10. 喀麦隆[85]
11. 中非[71]
12. [86]
13. 刚果共和国[87]
14. 埃及[88]
15. [89][90]
16. 衣索比亞[91]
17. 加彭[92]
18. [93]
19. [71]
20. [75][94]
21. [95]
22. [96]
23. [78][79]
24. 黎巴嫩[74]
25. 賴索托[97]
26. 利比里亚[71][98]
27. 利比亞[99]
28. 马拉维[100]
29. 马达加斯加[71][101]
30. 毛里塔尼亚[92]
31. 莫桑比克[80]
32. 緬甸[102]
33. 尼日尔[103]
34. 巴基斯坦[104]
35. 巴勒斯坦[97]
36. [105]
37. 波蘭[106]
38. [74]
39. 中華民國[107]
40. 俄羅斯[108]
41. 沙烏地阿拉伯[74]
42. 塞内加尔[109]
43. 塞爾維亞[110]
44. [111]
45. 斯洛維尼亞[112]
46. 南非[113]
47. 斯里蘭卡[114]
48. 苏丹[74][115]
49. 坦桑尼亚[89][90]
50. 多哥[116]
51. 乌干达[117]
52. [118]
53. 委內瑞拉[92]
54. 葉門[74][119]
55. 尚比亞[120]
56. 辛巴威[121]

注： 叙利亚、 伊拉克、 约旦、 摩洛哥、 突尼西亞、 阿联酋、 阿曼等阿拉伯国家以及 未单独表明立场。但其所在的相关组织表达了立场。 瑞典则有支持双方的2种报道

### 相关国家和地区

#### 菲律賓
菲律賓政府認為中國所主張的九段線是無效的，因為其違反了《聯合國海洋法公約》中有關專屬經濟區與領海的條文。九段線將南中國海的的大部分都劃入中國，中國不能在此區域自行定義大陆架的範圍。
2021年5月，菲律宾总统罗德里戈·杜特尔特向全国人民表示，常设仲裁法院作出的历史性裁决有利于菲律宾，驳回了北京在南海提出的广泛海洋权利主张，这“只不过是一张可以扔进垃圾桶的纸”。菲律宾总统的言论似乎部分表达了对 2016 年海牙裁决的无奈，认为该裁决无助于各国解决南海争端。中国政府全盘拒绝接受该裁决。马尼拉的 Rappler 电视台援引他的话说：“他们提起了诉讼，我们赢了。但在现实生活中，在国家之间，那份文件毫无意义。”
2023年7月12日，菲律賓外交部長表示，仲裁裁決已成為國際法的一部分，菲律賓海巡隊也稱將加強巡邏、驅逐中國民兵船。

#### 中华人民共和国
中国拒絕參加此次仲裁，並認為菲律賓的主張沒有法律依據，中國稱菲律賓向仲裁庭提出仲裁的行為，已經違反了中華人民共和國與東南亞國家聯盟在2002年簽署的《南海各方行為宣言》。2016年7月，在仲裁案公布判决前夕，中国国务院总理李克强在出席第二届“中希海洋合作论坛”致辞时强调“中国作为《联合国海洋法公约》缔约国，努力维护《公约》宗旨，反对任何海洋霸权，但同时中国将坚决维护正当合法权益”。
2016年7月12日，判決出爐後，中國外交部部長王毅稱，此次判決明顯存在政治背景與瑕疵，是對海洋法公約與國際法治的公然破壞，絕不能接受此案子，這乃是意味著中國力圖守護法律權威性的決心。外交部发布公告称：“关于应菲律宾共和国单方面请求建立的南海仲裁案仲裁庭于2016年7月12日作出的裁决，中华人民共和国外交部郑重声明，该裁决是无效的，没有拘束力，中国不接受、不承认。”
據台灣中央通訊社報導，中國人民解放軍海军其后進行實彈演習，中国共产党中央军事委员会主席習近平下令解放軍進入「一级战备状态」。中华人民共和国国务院总理领导的國家國防動員委員會徵召预备役軍人。北京市人民政府下達通知，要求北京市屬各單位7月12至17日進入「戰時狀態」，全天值班。但据中国官方媒体环球网报道，中国人民解放军并未进入一级戒备状态。
中国外交部副部长刘振民在2016年7月13日国务院新闻办公室新闻发布会上称，本案仲裁機構是历史上首次根据《联合国海洋法公约》附件七而组成的临时仲裁庭，并不属于常设仲裁法院建制；1899年建立的常設仲裁法院，仅为之提供秘书服务和场地。本案仲裁庭组成是政治操作的结果，5名仲裁员除其中一名德国籍仲裁员按仲裁规则由原告菲律宾指定外，均由时任国际海洋法法庭庭长、活跃的日本右翼政客柳井俊二指定，且均为欧洲背景而不具有广泛的国际代表性。本案仲裁员为原告提供有偿服务，薪酬由菲律宾等方面支付，而非如联合国系统内的国际法院和海洋法法庭那样由联合国负责经费以保证独立性。另外，本案部分证人的提供的专家建议违背其在先前公开发表的著作中的接近中方立场的学术观点。因此，这个仲裁庭根本没有公正性和公信力可言，这次仲裁将成为历史上臭名昭著的案例。
2016年7月13日，在荷蘭海牙國際常設仲裁法院前，有海外華僑進行示威，抗議仲裁結果。
2016年7月15日，中国国务院总理李克强在出席“亚欧首脑会议”期间与日本首相安倍晋三会晤，李克强向安倍重申南海仲裁案的裁决无效，日方不是当事国，应谨言慎行，不要介入和炒作。
随着该案审判的结束，中国民众掀起了一轮抵制外国货、特别是美国和菲律宾货品的高潮。7月17日，河北乐亭居民手持横幅围堵县城内的一家肯德基店，呼吁抵制美国货。7月18日，至少有江苏连云港、扬州、泗阳（也有报导作泗洪）、浙江杭州、浦江、安徽滁州、广德、宁国、山东临沂、湖南长沙、郴州等11个县市的肯德基门店遭到围堵。7月19日，中国商务部副部长高燕表示网络上有一些网民呼吁抵制菲律宾产品，在实际中并没有发生。并表示，中国愿意进一步深化与东盟包括菲律宾在内的经贸合作方面的对话，同时也愿意和菲律宾发展平等互利、形式多样的经贸合作关系。虽然大批官方媒体在仲裁案判决后呼吁管控极端民族主义，但7月20日环球时报发表评论，隐晦地回击了这一观点，评论发表后一天内在环球时报网站上被删除。
2023年7月12日，中国外交部表示中方不接受也不承认菲律宾南海仲裁庭自2016年起作出的裁决。
2025年7月11日，中华人民共和国外交部部长王毅批评南海仲裁案构成越权审理。翌日，中国外交部再就南海仲裁案发表声明，指有关裁决“是一张非法无效没有拘束力的废纸”。

#### 南海其他聲索方
越南
2014年11月，越南政府稱中華人民共和國外交部對於中华民国1947年所划定的十一段线（中华人民共和国成立后改为九段線）的說明是不合法的，並聲明支持菲律賓提出的仲裁案與請求法院注意越南擁有黃沙群島的主權。
 中華民國
2016年2月17日，中华民国外交部在回应美国总统巴拉克·奥巴马的呼吁时表示，尊重也同意南海主权声索方和平解决争端，也支持各方经由公正、透明及对等原则下循协商或法律途径解决分歧，但对于菲律宾提出的南中国海仲裁案，基于中華民國未被邀请加入仲裁程序、仲裁法庭也没有征询中華民國的意见，在被排斥于仲裁案以外的情形下，政府“不能接受仲裁庭判决”。2016年5月13日，外交部表示曾邀菲律賓及臨時仲裁庭派人實地參訪太平島，可是仲裁庭遲未正面回應，菲律賓則已回函拒絕邀請，還刻意重申太平島是「岩礁」非「島」。对于2016年7月12日的仲裁结果，总统府在结果出炉之后发表新闻稿，表示中華民國非《聯合國海洋法公約》締約國，並强调“绝不接受，对中华民国不具法律约束力”。總統蔡英文將原定14日前往南沙太平島巡弋的康定級巡防艦提前一天，在13日出發。中華民國官員強調，国际法庭的仲裁结果对中華民國充满歧视和不尊重，不仅不接受中華民國的说法，还以中国台湾当局称呼，伤害了中華民國的主权以及经济渔权。中華民國外交部長李大維強調，政府絕不接受仲裁本文以「中國台灣當局」稱呼中華民國。
仲裁结论中全面否定包括南沙群岛面积最大的天然岛屿太平岛（0.51平方公里）在内的所谓岛礁为岛的说法在台湾招致了极大的非议。

#### 其他
奥巴马时期的美国政府表示，它不会在这场冲突中偏向任何一方。2014年12月7日，美国国务院下属的海洋與國際環境和科學事務局，認為九段線不符合中華人民共和國於1982年簽署的《聯合國海洋法公約》第十條和第十五條有關歷史性所有權的規定。2015年6月，國務院負責東亞和太平洋事務的助理國務卿丹尼爾·拉塞爾稱，對於海洋申索，各國必須依照《聯合國海洋法公約》來解決。值得注意的是，此類會約束美國政府與國會的國際法，在美國國會並沒有得到批准，也因此美國並未加入《聯合國海洋法公約》。
该案审判后，有菲律宾媒体称，美国是南海仲裁的幕后推手，应该为菲律宾聘请仲裁庭律师的花费报销，但在美方獲悉後，表示菲國的要求已遭美方拒绝。为此，美国国务院发言人马克·托纳否认美国参与南海仲裁，也不建议中国放弃其主张。
然而，随着中华人民共和国成为美国的“最大竞争对手”和美國對中國的戰略加剧。2020年7月，时任美国国务卿蓬佩奥发布美国的正式立场，否认中国在南海主权声索；宣告菲美《共同防御条约》适用于南海；2021年5月，七国集团外长会后发表的联合声明中提及2016年7月12日的南海仲裁案的裁决；2021年7月11日，美国国务卿布林肯发表“仲裁庭裁决五周年”声明，重申了川普政府任内宣告的美国官方立场。2023年7月12日，美国国务院发言人表示，南海仲裁案裁决否定中国在南海的扩张性主张，是终局的，对菲律宾和中国均有拘束力，美方要求中方停止海上非法活动。
2016年1月，澳大利亞外交部長朱莉·毕晓普認為，儘管中華人民共和國不接受仲裁，臨時仲裁庭的裁決將是極其重要的國際原則聲明。2月18日中華人民共和國國務委員楊潔篪會見澳大利亞外長對此表態反應：澳大利亞不是南海當事國，應恪守在南海主權領土爭議上不選邊站的承諾，不參與、不採取任何有損區域和平穩定和中澳關係的事。毕晓普事後则表示“中国竟会对我敦促各方和平协商、保持克制和遵守国际法感到吃惊，这令我感到震惊”，不過中方也多次提到此仲裁存在不公的現象。
在国际仲裁庭发布仲裁七年后，印度政府首次明确呼吁遵守2016年仲裁的裁决，该裁决推翻了中国在南海的领土主张。印度和菲律宾在2023年的第五次双边合作联合委员会会议后发表的一份联合声明中提到了印度姿态的变化。而印度在2016年7月的反应是谨慎的，只是“注意到”了该裁决。印度和菲律宾两国的联合声明表示，两国对开放和包容的印度洋-太平洋有共同国家利益，并表示：“他们（部长们）强调需要和平解决争端，并遵守国际法，特别是《海洋法公约》和2016年关于南海的仲裁裁决。”

### 国际组织的回应
- 7月13日上午10:45，联合国官方微博发表文字称常设仲裁法院和联合国没有任何关系[167][168]。
- 欧盟鼓励争端的各方能通过对话和合作寻求和平解决，并要依照国际法，尤其是涉及到联合国公约海洋法时[169]。欧盟外事发表声明称“欧盟期盼的是一个在国际法的原则下——特别是在联合国海洋法公约原则下的建立海洋秩序”[170]。
- 七国集团（加拿大、法国、德国、意大利、日本、英国、美国以及欧盟）表示，应对中国发出“明确的信号”以表明立场[171]。欧洲理事会主席唐纳德·图斯克在伊势志摩的峰会称欧元区应采取“明确且强硬的立场”对中国受争议的海事请求作出回应[172]。
- 北大西洋公约组织秘书长彼得·帕维尔表示，在南海问题上北约“没有法律平台”进行军事干预，北约也不会对其他地区的领土争端进行干涉。北约支持双方进行以政治和外交为基础的谈判，用“以规则为基础的国际体系”以及“和平的方式”解决“不和谐”。[173][174]
- 非洲联盟副主席的立场和中国一致[90]。
- 阿拉伯国家联盟秘书长纳比勒·阿拉比表示阿拉伯国家支持中国维护国家主权和领土的完整。与此同时阿拉伯国家联盟还强调，主权国家的解决方法和联合国海洋法公约的签署国一样，应得到尊重[175]。
- 上海合作组织秘书长Rashid Olimov明确声明“所有上海合作组织成员国支持中国为维护南海的和平与稳定进行努力。”该声明称与之有直接关系的国家应通过谈判和协商解决符合所有双边条约，在中国南海（DOC）各方行为宣言谈判协商解决。声明还敦促所有人尊重“主权国家自行解决纠纷的方式”的权利，坚决反对外界介入到中国南海问题以及对争端国际化的尝试。[176]
- 国际法院在其官方网站发表声明，声明中表示“南海仲裁案裁决结果由常设仲裁法院下的一个特别仲裁庭做出。国际法院作为完全不同的另一机构，至始至终未曾参与该案。”[177][178][152]
- 2016年7月15日，国际海洋法法庭新闻官本雅明·贝尼尔施克表示，国际海洋法法庭既没有在仲裁案件中扮演任何角色，也不会“对其他国际性质法院或是法庭所作出的裁决发表评论”，南海仲裁庭與其无关[179]。

## 评论
《纽约时报》认为海牙常设仲裁法院裁决将具有法律约束力，但法院无力执行，但另一方面，时报援引新加坡南海問題專家史托瑞的分析称，中国是《联合国海洋法公约》缔约国，如果不遵守此判決，中國將失去顏面和名譽。该报又称，此判決將成為東南亞相关国家與中國进行談判的範例，並可能對中國國內政策產生深遠影響。美國也可能依據此判決，加大在南海巡逻力度，以便拉拢新盟友，并为旧盟友提供更多支持。
国际法专家、纽约大学法学院教授孔傑榮撰文指出，裁决不是常设仲裁法院作出的，而是由根据《联合国海洋法公约》为回应菲律宾提诉中国仲裁案所设的仲裁庭作出的，而这个仲裁庭是由5位世界顶尖海洋法专家组成。“不管中国喜欢与否，作为《联合国海洋法公约》的缔约国，该公约的仲裁庭作出的裁判，对中国具有法律约束力。仲裁庭的裁决并不决定其领土主权和海洋划界，而是对《联合国海洋法公约》的解释和运用”。
《外交》雜誌網站發表格雷厄姆·艾利森的文章，文中列舉了俄羅斯無視國際法庭提出的釋放荷蘭船員的要求、英國無視國際仲裁法庭判決堅持在違反海洋法的情況下單方設立扎格斯群島海洋保護區、美國無視國際法庭對尼加拉瓜案的判決等例並表示，從未有過任何一個聯合國安理會常任理事國服從國際仲裁法庭有關海洋法的裁決。認為如果中國拒絕接受南海仲裁案結果，它不過做了其他大國這幾十年一直在做的事，又指出從菲律賓尋求上訴的那一天起，中國便論述稱「國際仲裁法庭無權受理該案，因為此事有關主權問題，海洋法公約明文禁止就此問題發起仲裁」。
美国霍夫斯特拉大学法学教授古舉倫（Julian G. Ku）解释说：“柳井俊二之所以卷入南中国海案，也是因为他当时是国际海洋法庭的庭长”，这实际上也是中国自己的选择。 “如果中国参与仲裁，就可以自己选择仲裁员，柳井俊二也不会参与进来。”还有不少学者指出，由于不参与挑选仲裁员，中国事实上放弃了自己的权益；根据《联合国海洋法公约》之规定，仲裁庭的法律费用本应该由提请仲裁的双方来支付的，但是在南中国海案，由于中国不参与，所以所有费用都由菲律宾方面支付。
菲律宾专栏作家里戈韦托·蒂格劳（Rigoberto Tiglao）在7月15日《马尼拉时报》（The Manila Times）头版发表文章说，菲律宾为南海仲裁案请律师，共花费了三千万美元的诉讼费和律师费，美国应报销，因为仲裁案给了美国干预南海事务的借口。他还指出这些律师竟然成功让南海仲裁案仲裁庭做到重新定义“仲裁”这个词，“仲裁一直是指在有争议的双方都同意的情况下，第三方帮助解决争议问题。现在看上去‘仲裁’可以单方面提起了。”
2016年8月在南海仲裁案一個月後，環球時報引述美國著名國際現實主義雜誌國家利益的一篇刊文，表示南海仲裁打破了南海爭議的模糊性平衡。相信南海仲裁案能解決南海糾紛是天真的想法。沒有大國會接受損害國家利益的國際法判決。仲裁結果只是開啟南海糾紛的新階段，並不會改變全球政治是基於實力、而非規則的本質。
2016年8月12日，加拿大智庫「加拿大北約協會」網站刊登研究員沙頓專文：「海牙裁決波及台灣——法庭想約束巨人，卻影響了台灣」。文章指出，台灣擁有南沙群島中最大島嶼「太平島」，依據聯合國海洋法公約第121條，台灣對其已控制的太平島宣示主權，應毫無爭議；但海牙常設仲裁法院判定太平島不符島嶼資格，沒有專屬經濟區，傷害了台灣領土主權與地位。台灣一直採取和平方式處理南海爭議，各國基於保護正直的國際公民，應支持台灣權益。如今卻因北京採取把對手國逐出爭議海域的激烈政策，而讓台灣受到傷害，這種情況確實不合理。沙頓亦指出世界上許多國家都對面積小很多的「島嶼」宣示主權，例如美國即宣稱中途島及貝克島擁有專屬經濟區。

## 中美南海相关对峙
南海仲裁案判决前后，中美各自在南海附近举行演习，形成南海史上最大规模的军事对峙事件。其后，中國网络上部分文章和视频指「7月美军里根号和斯坦尼斯号航母战斗群进入南海支持菲律宾，中方毫不示弱，尽遣精锐。但最终美方由于航母暴露在中方有「航母杀手」之称的轰-6轰炸机威胁下而黯然撤兵，随后美方指挥官哈里斯上将被调职，菲律宾总统阿基诺三世，新任总统杜特尔特上任后中菲关系重归于好。」也有反驳观点称上述叙述大体真实，但在关键处做了手脚。如美方双航母战斗群实际位置在菲律宾群岛东侧的菲律宾海海域，和中方距离1000千米。美方演习时间为2016年6月中旬，6月下旬斯坦尼斯号航母便已返港，另一艘航母里根号也并非在对峙后迅速撤离，而是在仲裁案后14天才回到日本横须贺港。菲律宾总统阿基诺三世是期满自动离职，而新任总统杜特尔特就职时南海仲裁案结果尚未公布。哈里斯上将更是到2018年才届龄退役。